# Henryk Tomaszewski (reżyser)
Henryk Tomaszewski (właśc. Heinrich Karl Robert König) (ur. 20 listopada 1919 w Poznaniu, zm. 23 września 2001 w Kowarach) –
tancerz, mim, choreograf, reżyser teatralny, pedagog, założyciel i dyrektor Wrocławskiego Teatru Pantomimy; jeden z najważniejszych artystów polskiego i światowego teatru drugiej połowy XX wieku, twórca zespołowego teatru mimów. Stworzył nową formę sztuki scenicznej zwaną „teatrem ruchu”.

## Życiorys
Urodził się 20 listopada 1919 w Poznaniu w polsko-niemieckiej rodzinie kupieckiej Kasimira Königa (ur. 1882) i Jadwigi z domu Jakisrz (ur. 1884) jako Henryk Karol Robert König. Miał starszego brata, Jana (ur. 1912). Jego ojciec był nauczycielem historii i wcześnie rozbudził w synu humanistyczne zainteresowania. Po wojnie, w 1945 roku, wyjechał do Krakowa, gdzie w latach 1945–1947 kształcił się w Studium Dramatycznym Iwo Galla oraz równolegle uczęszczał na prywatne lekcje tańca. W latach 1946–1947 uczył się w Studiu baletowym i występował w Baletach Polskich Feliksa Parnella. Pomiędzy 1946 a 1947 rokiem współpracował także z Polskim Teatrem Akademickim, przygotowując scenki pantomimiczne i oprawy choreograficzne.
Z Krakowa przeniósł się do Wrocławia, gdzie w latach 1949–1959 był solistą Opery Wrocławskiej i tam zatańczył jedenaście ról, m.in. Księcia w „Od bajki do bajki”, Pawia w „Pawiu i dziewczynie” (1949), Li Szan Fu w „Czerwonym maku” (1952) oraz Diabła w „Panu Twardowskim” (1953), które uznano za wybitne, podkreślając nowatorstwo środków aktorsko-ruchowych.
W 1955 roku za etiudę „Pianista” Tomaszewski otrzymał srebrny medal na Międzynarodowym Festiwalu Młodzieży i Studentów w Warszawie. Nagroda ta była bodźcem do powołania Studia Pantomimy, które powstało w 1956 roku przy Państwowych Teatrach Dramatycznych, a niespełna trzy lata później zostało upaństwowione jako Wrocławski Teatr Pantomimy. Swój autorski teatr H. Tomaszewski z powodzeniem prowadził przez czterdzieści pięć lat, zrealizował w nim dwadzieścia cztery programy, były nimi: krótkie formy pantomimiczne, m.in.: „Płaszcz” (1956) czy „Woyzeck” (1959), abstrakcyjne formy pantomimiczne, takie jak: „Ziarno i skorupa” (1961) i „Labirynt” (1963), fabularna pantomima „Gilgamesz” (1968) i – datowane od Programu X – „Odejścia Fausta” (1970) oraz pełnospektaklowe widowiska, takie jak: „Sen nocy listopadowej” (1971), „Menażeria cesarzowej Filissy” (1972), „Przyjeżdżam jutro” (1974), „Sceny fantastyczne z legendy o Panu Twardowskim” (1976), „Spór” (1978), „Hamlet – ironia i żałoba” (1979), „Rycerze Króla Artura” (1981), „Syn marnotrawny” (1984), „Akcja – Sen nocy letniej” (1986), „Król siedmiodniowy” (1989), „Cardenio i Celina, czyli nieszczęśliwie zakochani” (1990), „Śpiew młodzieńców w piecu gorejącym” (1993), „Kaprys” (1995), „Tragiczne gry” (1999). 
Jako pierwszy w Polsce kształcił mimów, którzy po ukończeniu Studia przy WTP uzyskiwali status profesjonalnego aktora-mima. Kanwą jego programów były szerokie obszary literatury, mitów i kultury, dzięki którym prezentował uwolnioną od historycznego czasu kondycję człowieka uwikłanego w antynomię świata. Jego teatr nazywany był totalnym (sam używał określenia teatr kulisty z człowiekiem umieszczonym w punkcie centralnym), a jego praca – poprzez opracowanie nowych środków wyrazu, fenomenalnie komponowane sceny zbiorowe, posługiwanie się twórczym gestem, prezentującym ideę czynności, stanów emocjonalnych – poszerzyła i wzbogaciła język teatru.
W listopadzie 1994 roku otwarto w Karpaczu Miejskie Muzeum Zabawek ze zbiorów Henryka Tomaszewskiego – przekazał on miastu unikatową kolekcję, którą gromadził od 1967 roku. Henryk Tomaszewski zmarł 23 września 2001 roku w Kowarach, został pochowany na cmentarzu ewangelickim przy Świątyni Wang w Karpaczu.

## Teatr pantomimy[5]
Zamierzeniem Tomaszewskiego było stworzenie „teatru pantomimy” – nowej dziedziny sztuki, posługującej się środkami wyrazu i formami ruchu, odbiegającymi od wzorców pantomimy klasycznej i solowego mimu francuskiego. Rozpoczynał od składanek kilku (od 4 do 8) krótkich, niemal wyłącznie solowych mimodramów o różnorodnej tematyce (programy I–VI, 1956–63); w programach VII–IX (1964–68) stopniowo zmniejszał liczbę mimodramów (od 4 do 2) oraz coraz ściślej wiązał je tematycznie, by „uczynić z nich widowiska jednolite i zwarte”. Od X programu „Odejście Fausta” tworzył wyłącznie 1-częściowe, pełnospektaklowe, monotematyczne choreodramy, zróżnicowane stylistycznie, całkowicie oparte na pantomimie zespołowej, będącej jednym z głównych wyróżników jego spektakli.

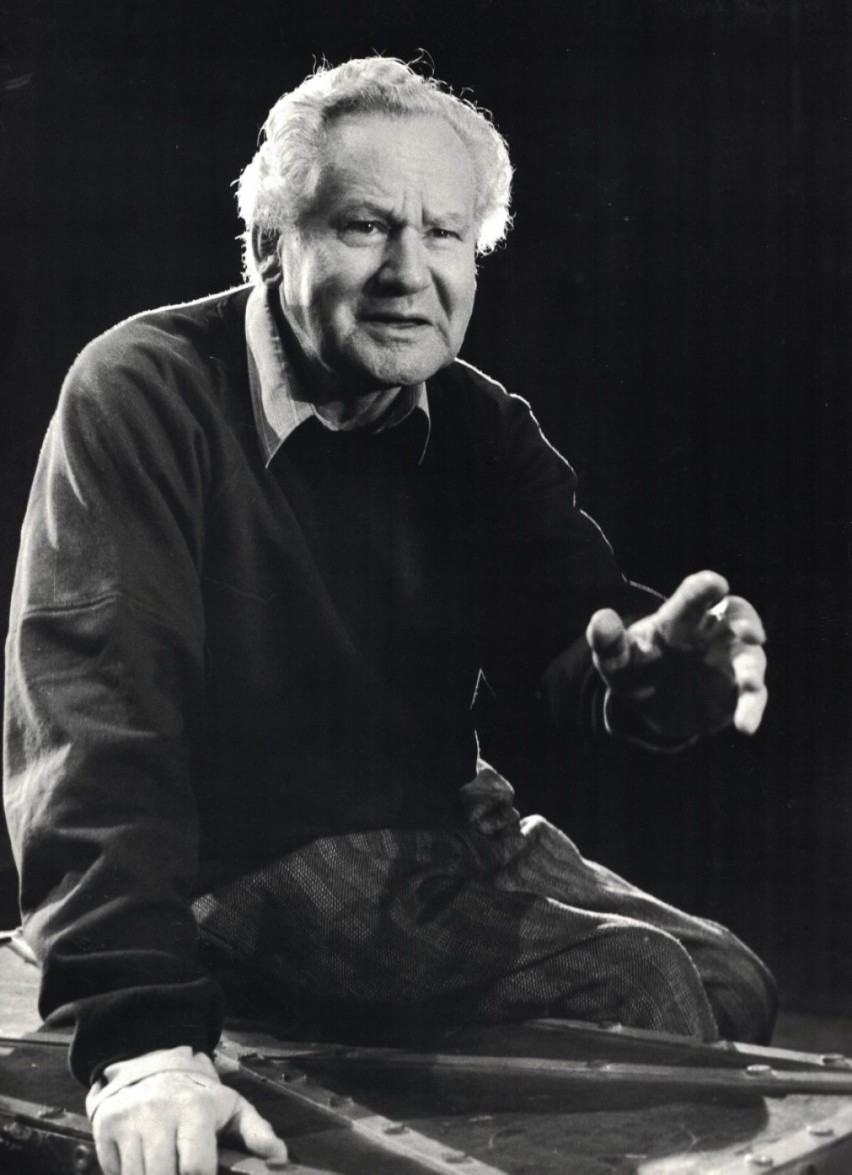
Henryk Tomaszewski, fot. Marek Grotowski

Jednym z kluczy do zrozumienia złożonej formuły teatru pantomimy Tomaszewskiego jest koncepcja „teatru kulistego”. Tomaszewski założył w niej, że punktem centralnym, „alfą i omegą sztuki jest człowiek” (np. twórca, aktor-mim, widz, bohater spektaklu), który z jednej strony „otoczony przez świat zewnętrzny” wpływa nań swym działaniem, uczuciami i myślami, z drugiej zaś „stoi wokół” świata i poddawany jest jego oddziaływaniom. Przejawy „kulistości” widoczne są m.in. w tematyce; za wyjątkiem spektakli z lat 1961–66, których treścią są pojęcia abstrakcyjne (np. idea, ruch, cnota), w teatrze pantomimy Tomaszewskiego przedstawiane są działania, emocje, uczucia, sny i marzenia współczesnego człowieka – ofiary skrajnego poniżenia, bólu i nędzy, pozostającej w nieustannym konflikcie z otoczeniem (według Tomaszewskiego każda czynność jest walką, a każda interakcja z otoczeniem – konfliktem), a mimo to godnej uwielbienia i miłości. Przekonany, że pantomima nie ma odtwarzać rzeczywistości, lecz stwarzać jej iluzję, w swoich scenariuszach Tomaszewski chętnie sięgał do mitów, legend i eposów, podkreślając charakterystyczne dla tych gatunków antynomie: życie–śmierć, chaos–harmonia, przemiana–stagnacja.
Teatr pantomimy Tomaszewskiego to „teatr ruchu”, w którym anegdota literacka jest jedynie źródłem inspiracji dla właściwego „tekstu” spektaklu, jakim jest ruch – nośnik znaczeń i zarazem środek ekspresji, budulec fabuły i dramaturgii. Każdy mimodram i choreodram cechuje niepowtarzalny zasób ruchowych środków wyrazu. Tomaszewski tworzył go w tzw. „procesie identyfikacji”, polegającym na odnajdowaniu ekwiwalentów ruchowych wybranych cech przedmiotów, stanów emocjonalnych oraz pojęć ogólnych. W tym celu przekształcał artystycznie („poezja gestu”) środki pantomimiczne, wzbogacone o elementy pochodzące m.in. z tańca nowoczesnego, akrobatyki, mimiki filmu niemego, schematów ruchowych teatru japońskiego i obrzędów ludowych. Aby być w pełni zrozumiałym, Tomaszewski zwalniał lub zatrzymywał ruch, zwłaszcza w scenach zespołowych. Przypisując pantomimie zespołowej funkcje „zbiorowej jedności” lub „zbioru jednostek”, poszerzał lub zawężał obszar znaczeń przekazywanych poprzez ruch.
Teatr pantomimy Tomaszewskiego to także „teatr totalny”, w którym różnorodne elementy spektaklu (kolor, światło, rekwizyt, kostium, dźwięk, dym, kadzidła, itd.) są ściśle podporządkowane koncepcji artystycznej twórcy. Powstałe we współpracy z wybitnymi polskimi scenografami i kompozytorami (m.in. Jadwiga Przeradzka, Zofia de Ines, Kazimierz Wiśniak, Franciszek Starowieyski, Andrzej Majewski, Władysław Wigura, Krzysztof Pankiewicz, Augustyn Bloch, Rafał Augustyn, Juliusz Łuciuk) stanowią dekoracyjny, plastyczny i dźwiękowy komponent spektaklu, który może symbolizować także postaci, zdarzenia lub pojęcia. Teatr pantomimy w ujęciu Tomaszewskiego jest jednak przede wszystkim sztuką porozumiewania się z widzem, „grą fantazji” odbiorców. Dlatego też „atakując teatrem” Tomaszewski chciał pobudzić wyobraźnię widzów do jak najbardziej wieloznacznego odczytania dzieła, nawet jeśli byłoby niezgodne z pierwotnymi założeniami twórcy.

## Reżyseria i choreografia

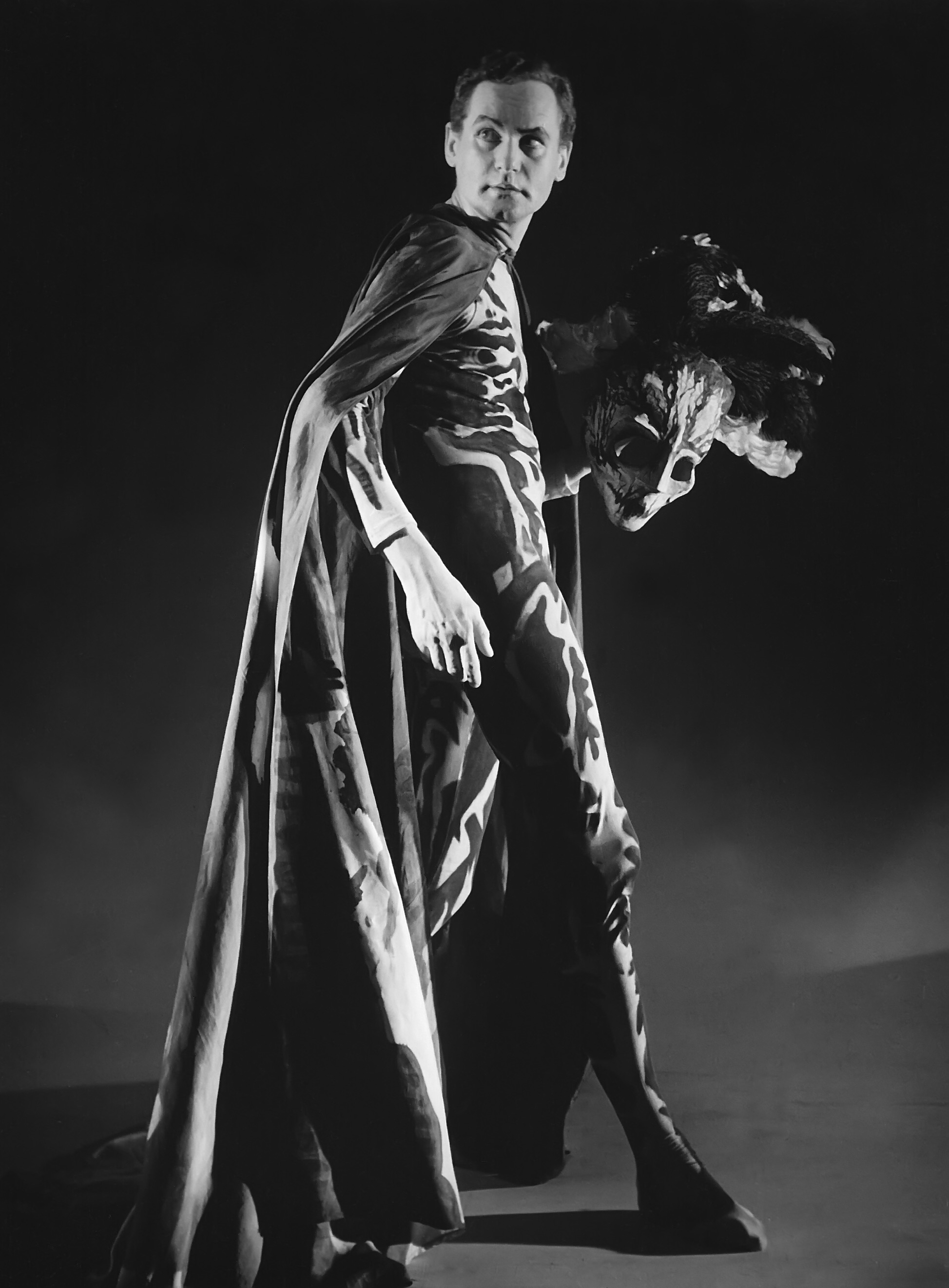
Henryk Tomaszewski jako Figurka Śmierci w „Strzelnicy", fot. Stefan Arczyński (1961)

Tomaszewski pracował także jako choreograf i reżyser w teatrach dramatycznych, głównie w Teatrze Polskim we Wrocławiu, Teatrze im. Cypriana Kamila Norwida w Jeleniej Górze, Teatrze Polskim w Poznaniu, Wrocławskim Teatrze Współczesnym, Starym Teatrze im. Heleny Modrzejewskiej w Krakowie oraz Teatrze Narodowym w Warszawie, gdzie zrealizował m.in.: „Proces” Franza Kafki (Oslo 1965), „Męczeństwo i śmierć Marata” Petera Weissa (Poznań 1967), „Protesilas i Laodamia” Stanisława Wyspiańskiego (Wrocław 1969, Jelenia Góra 1979), „Gra w zabijanego” Eugène’a Ionesco (Wrocław 1973), oraz „Traktat o marionetkach” Heinricha von Kleista (Warszawa 1999).; przygotował kilka inscenizacji w polskich, duńskich i niemieckich teatrach operowych. Kilkakrotnie przenosił swoje inscenizacje z WTP do teatrów w Amsterdamie, Oslo, Kopenhadze. Szczególnie cenił dwie swoje prace: przygotowane z Konradem Swinarskim „Menadach” Hansa Wernera Henze (La Scala, Mediolan 1968) oraz  „Dienstag aus Licht” Karlheinza Stockhausena (Opera, Lipsk 1993). Do 1962 roku występował na scenie, a jego kreacje, takie jak Akakiusz w „Płaszczu, tytułowy „Woyzeck” czy postać Śmierci w „Strzelnicy”.
Oprócz pracy w pantomimie, Tomaszewski stworzył wiele baletowych ról, m.in. Pawia w „Paw i dziewczyna” (muz. T. Szeligowski, choreogr. Z. Patkowski, Wrocław 1949), Li Szan Fu w „Czerwonym maku” (muz. R. Glier, choreogr. Z. Patkowski, Wrocław 1952), oraz Diabła w „Panu Twardowskim” (muz. L. Różycki, choreogr. Z. Patkowski, Wrocław 1953). Jego prace baletowe obejmowały również m.in.: „Dafnis i Chloe” (muz. M. Ravel, Wrocław 1961), „Pietruszka” (muz. I. Strawiński, Wrocław 1961, wznowienie Kraków 1965), „Byk” (muz. A. Bloch, Amsterdam 1965), oraz „Oczarowanie” (muz. A. Bloch, Wrocław 1969).

## Odznaczenia i nagrody

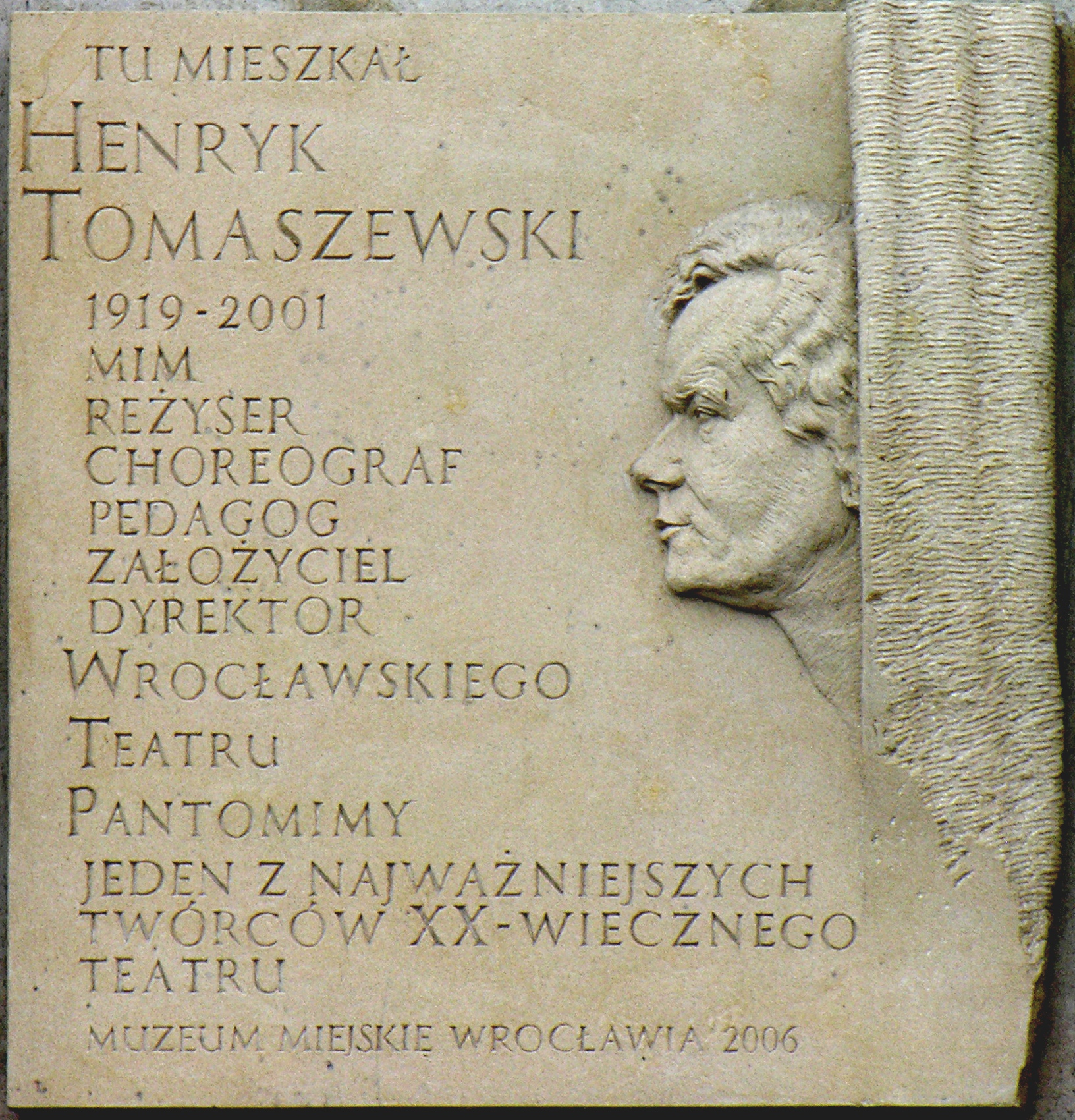
Tablica ku czci Henryka Tomaszewskiego przy ul. św. Jadwigi we Wrocławiu

Laureat wielu nagród i odznaczeń m.in.:
- 1955 - Srebrny medal na Międzynarodowym Festiwalu Młodzieży i Studentów w Warszawie za etiudę „Pianista”,
- 1962 - Nagroda za cenne poszukiwania artystyczne w spektaklu "Gabinet osobliwości" na II Festiwalu Polskich Sztuk Współczesnych we Wrocławiu,
- 1963 - Złoty medalu Swedish Dance Association,
- 1967 - Nagroda za inscenizację i reżyserię „Męczeństwa i śmierci Marata" Petera Weissa w Teatrze Polskim w Poznaniu na 7. Kaliskich Spotkaniach Teatralnych,
- 1970 - Złota Gwiazda VIII Międzynarodowego Festiwalu Tańca w Paryżu
- 1973 - Nagroda za reżyserię, inscenizację i choreografię „Legendy" Stanisława Wyspiańskiego w Teatrze Dolnośląskim w Jeleniej Górze na 13. Kaliskich Spotkaniach Teatralnych,
- 1975 - Główna Nagroda Indywidualna za realizację „Gry w zabijanego" Eugène'a Ionesco w Teatrze Polskim we Wrocławiu na Kaliskich Spotkaniach Teatralnych,
- 1980 - Nagroda im. Tadeusza Boya-Żeleńskiego, za osiągnięcia we Wrocławskim Teatrze Pantomimy,
- 1981 - Nagroda im. Tadeusza Boya-Żeleńskiego, za realizację spektaklu „Hamlet – ironia i żałoba” we Wrocławskim Teatrze Pantomimy
- 1984 - Nagroda im. Stanisława Ignacego Witkiewicza, Nagroda Sekcji Krytyków Teatralnych,
- 1987 - * Odznaka tytułu honorowego „Zasłużony dla Kultury Narodowej”[7],
- 1995 - Honorowy obywatel Wrocławia,[8]
- 1996 - Postanowieniem prezydenta Aleksandra Kwaśniewskiego z 11 listopada 1996 „za wybitne zasługi dla kultury narodowej” został odznaczony Krzyżem Wielkim Orderu Odrodzenia Polski,[9]
- 1999 - Nagrody im. Konrada Swinarskiego w sezonie 1998/1999 za reżyserię spektaklu „Traktat o marionetkach” Kleista w Teatrze Narodowym w Warszawie,[10]
- 1999 - Nagroda Ministra Kultury i Dziedzictwa Narodowego za całokształt twórczości w dziedzinie teatru,
- 2000 - Nagroda im. Konrada Swinarskiego za całokształt twórczości.

## Współpraca ze Służbą Bezpieczeństwa PRL
W latach 1960–1966 Henryk Tomaszewski współpracował z kontrwywiadem SB, początkowo jako kontakt poufny „T.H.”, od 1963 jako tajny współpracownik „Henryk”. W czasie wyjazdów zagranicznych donosił SB o zachowaniu członków swojego zespołu. Przekazywał też informacje na temat pobytu Marcela Marceau w Polsce. Udzielał informacji m.in. o Elżbiecie Jaroszewicz i kontaktach Stefana Arczyńskiego.

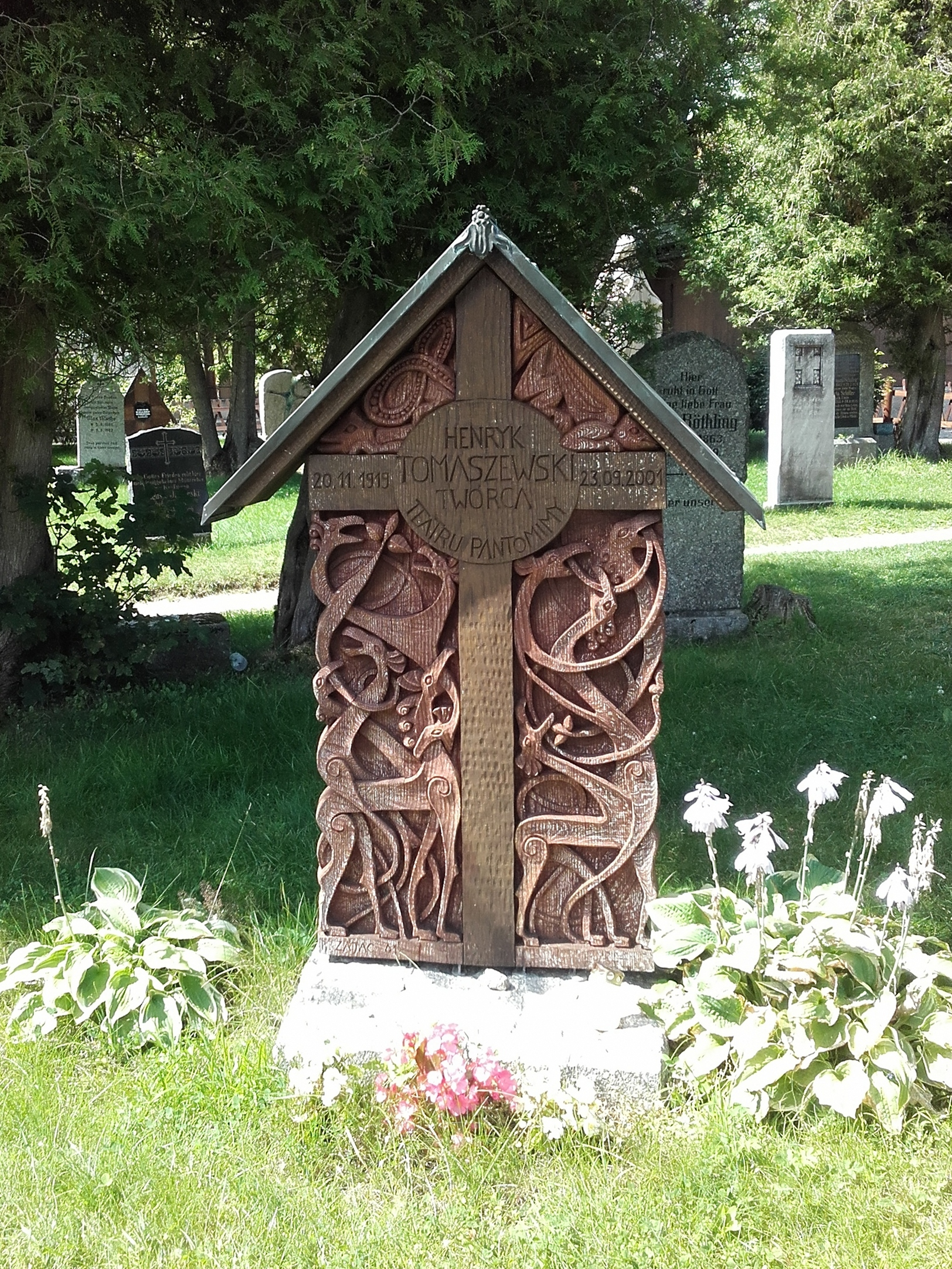
Nagrobek H. Tomaszewskiego na cmentarzu ewangelickim przy Świątyni Wang w Karpaczu (2020)

Z okresu formalnej współpracy Tomaszewskiego z SB (1963-1964) brak jakichkolwiek zachowanych doniesień. Z notatki służbowej z lipca 1964 roku wynika, że Henryk Tomaszewski nie wywiązywał się z powierzonych mu zadań, a informacje przez niego przekazywane okazywały się nieprzydatne i nie miały żadnej wartości dla SB.
W 1964 SB zaniechała z nim formalnej współpracy, umieszczając w zespole Tomaszewskiego tajnych współpracowników TW „Zawisza” i TW „Teodor”. Powodem były zbyt ogólne notatki oraz informacje koncentrujące się tylko na Pantomimie. Kontakt SB z Tomaszewskim okazał się nieskuteczny i nieprzydatny. DO roku 1966 SB utrzymywała jeszcze kontakty z Tomaszewskim na zasadzie „kontaktu poufnego”.
Po okresie „współpracy” z SB, Tomaszewski stał się osobą inwigilowaną przez służby. W notatce z maja 1967 roku, oficer SB zanotował, by poddać Tomaszewskiego „aktywnej kontroli operacyjnej” i założyć mu podsłuch w mieszkaniu. SB obawiało się Tomaszewskiego głównie z powodu jego licznych zagranicznych kontaktów – Teatr Pantomimy był niezwykle popularny za granicą i często wyjeżdżał na zagraniczne tourneé.